# 伊斯梅爾雷
40°47′24″N 48°09′07″E / 40.79000°N 48.15194°E

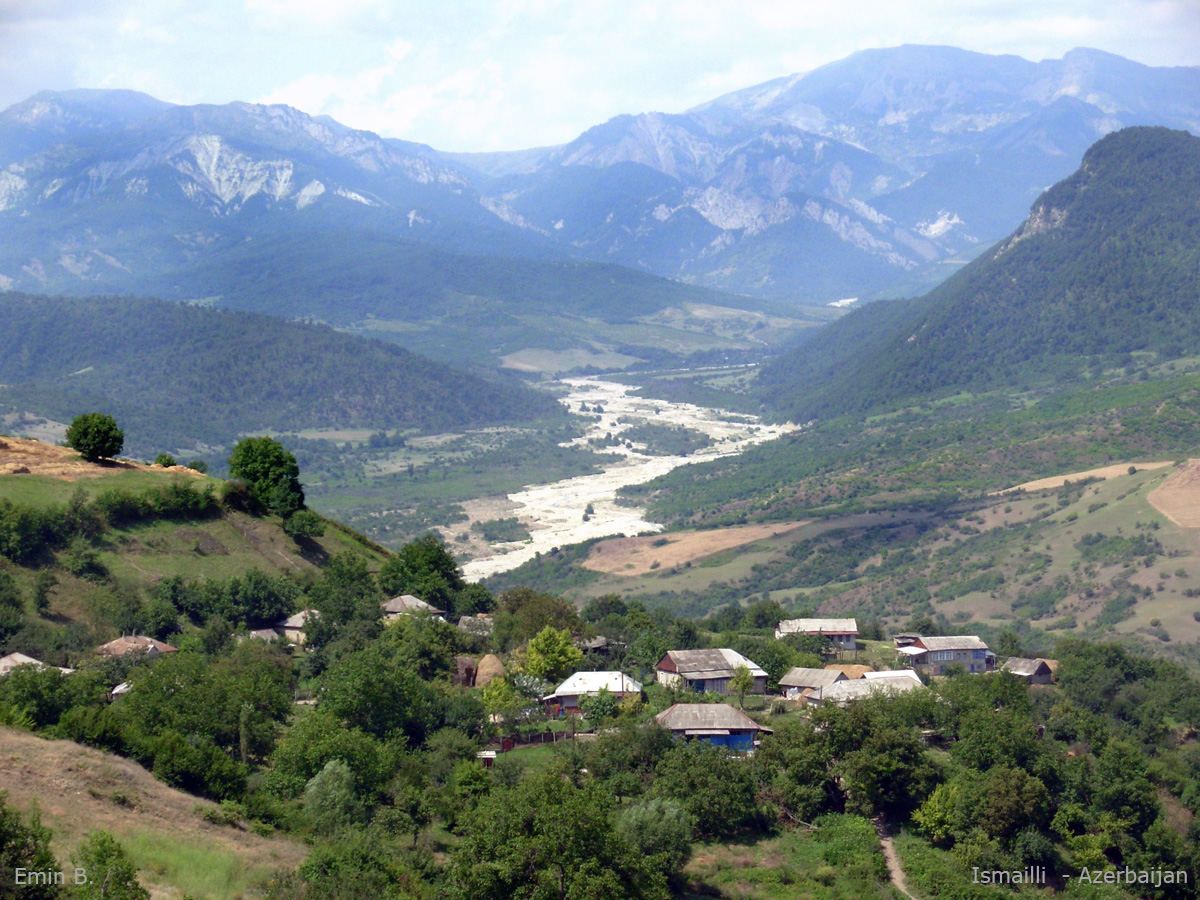
伊斯梅爾雷

伊斯梅爾雷是阿塞拜疆的城鎮，也是伊斯梅爾雷區的首府，位於該國北部大高加索山脈南面，海拔高度657米，主要經濟活動是輕工業和食品業，2010年人口14,805。

## 外部連結
- Link to Executive Power of Ismayilli （页面存档备份，存于）
- World Gazetteer: Azerbaijan – World-Gazetteer.com